# Escuela Pública Itinerante
La Escuela Pública Itinerante fue una protesta organizada por la Ctera durante el año 2017 para reclamar por la convocatoria a la paritaria nacional docente y por una nueva ley de financiamiento educativo. La estructura de caños y lonas con forma, figura y sentido de escuela pública se instaló en principio frente al Congreso de la Nación, y luego recorrió otras provincias de la República Argentina.

## Historia
El 12 de abril de 2017 la Confederación de Trabajadores de la Educación de la República Argentina instaló, frente al Congreso de la Nación Argentina, una estructura de caños y lonas con forma, figura y sentido de escuela pública para reclamar por una nueva ley de financiamiento educativo y exigir al Gobierno la apertura urgente de la Paritaria Nacional Docente. El inicio de la propuesta, estuvo marcada por la represión policial que sufrieron los docentes el 9 de abril por parte de efectivos de la  Ciudad de Buenos Aires que intentaron impedir que los maestros volvieran a reclamar bajo esta metodología, como ocurrió con la Carpa Blanca en 1997.

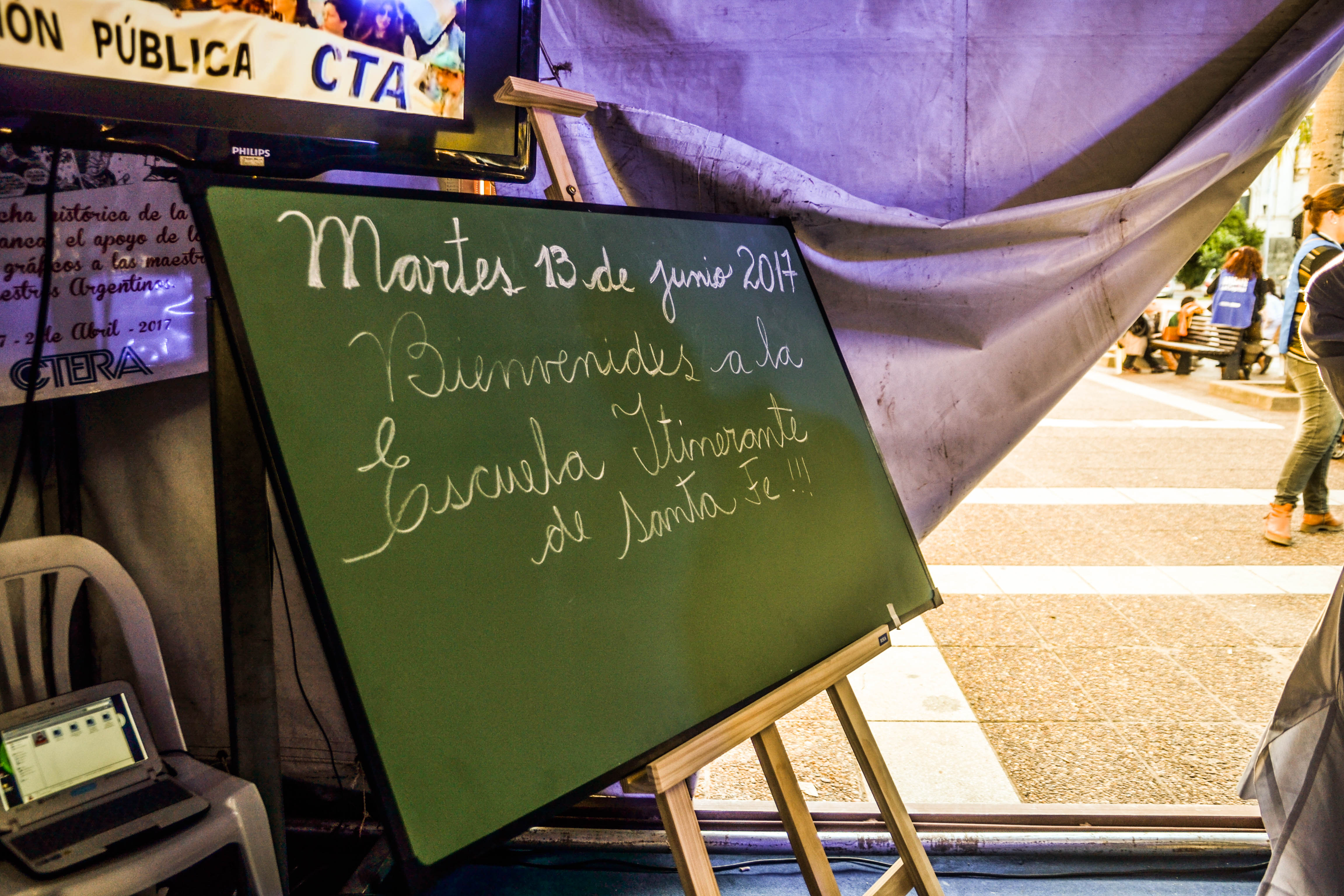
En el interior del aula, un pizarrón que anunciaba las actividades del día.

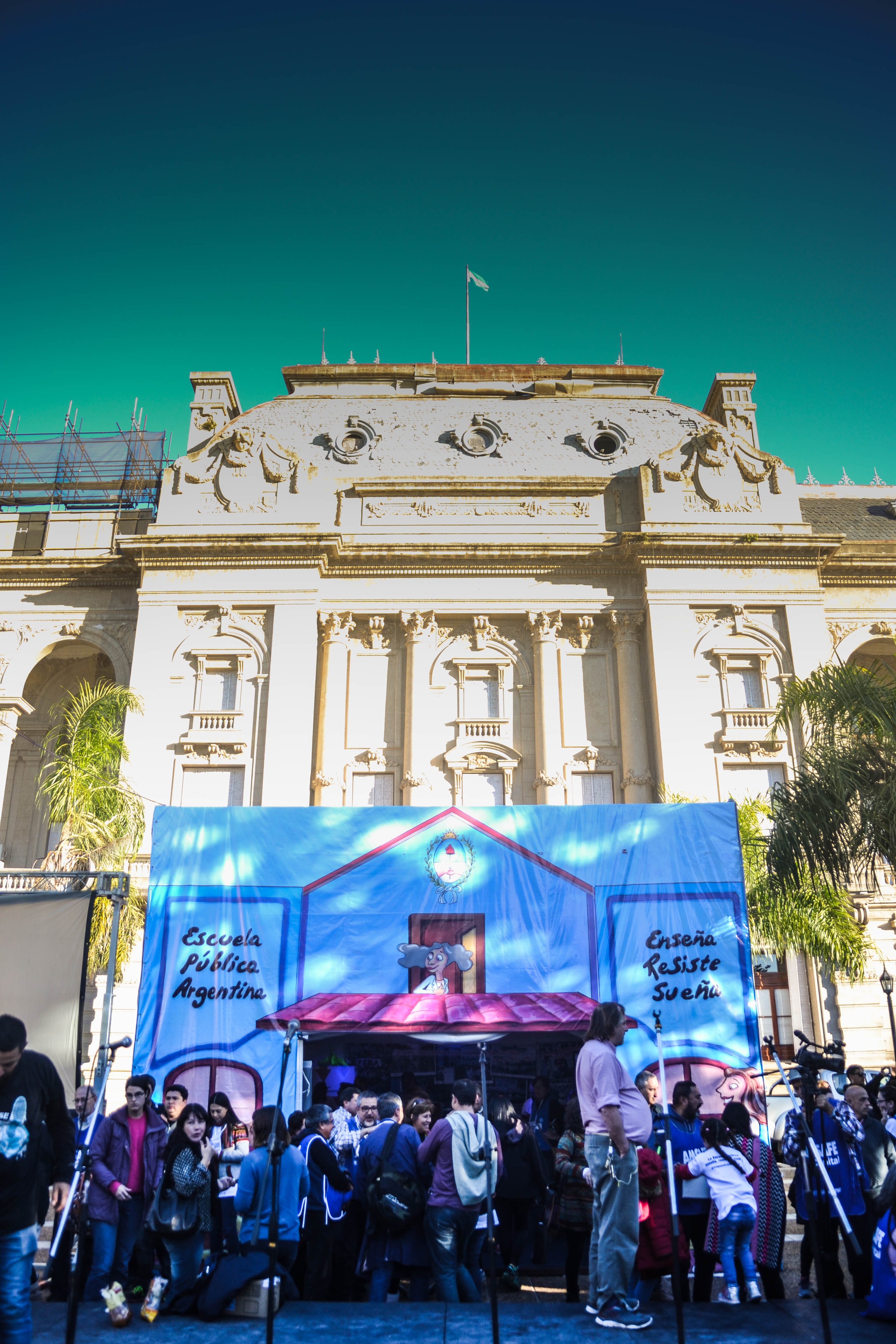
"Enseña", "resiste", "sueña", se podía leer en la fachada de la carpa

Luego, con la idea de visibilizar el conflicto, la instalación recorrió diversas ciudades de la República Argentina, como Formosa, Santa Fe, Rosario, Corrientes, Córdoba, etc. 

## Actividades
El dispositivo de protesta, fue pensado como un espacio de reflexión sobre la problemática educativa, en cada ciudad, se establecía una grilla local de actividades educativas: paneles y charlas con educadores, actos públicos y expresiones artísticas diversas. 